# Suzuki Bakuhatsu
Suzuki Bakuhatsu (鈴木爆発?) è un videogioco rompicapo sviluppato da Sol e pubblicato esclusivamente in Giappone nel 2000 da Enix per PlayStation.

## Trama
La protagonista del gioco, Suzuki (Rin Ozawa), ha la sfortuna di trovare bombe all'interno di ogni oggetto di uso quotidiano, sebbene sia molto abile a disinnescarle.

## Modalità di gioco
Lo scopo del gioco è quello di disarmare le bombe entro un certo tempo limite, utilizzando alcuni strumenti come cacciaviti o chiavi. Sono presenti tre livelli di difficoltà.

## Accoglienza
Suzuki Bakuhatsu ha ottenuto un punteggio di 28/40 dalla rivista Famitsū, basato sulla somma dei punteggi (da 0 a 10) dati al gioco da quattro recensori della rivista.